# Alessandro Hämmerle
Alessandro Hämmerle (Frauenfeld, 30 de julio de 1993) es un deportista austríaco que compite en snowboard.
Participó en tres Juegos Olímpicos de Invierno, entre los años 2014 y 2022, obteniendo una medalla de oro en Pekín 2022, en la prueba de campo a través, y el séptimo lugar en Pyeongchang 2018.
Ganó dos medallas en el Campeonato Mundial de Snowboard, en los años 2021 y 2025.

## Medallero internacional
| Juegos Olímpicos   | Juegos Olímpicos    | Juegos Olímpicos  | Juegos Olímpicos |
| Año                | Lugar               | Medalla           | Prueba           |
| ------------------ | ------------------- | ----------------- | ---------------- |
| 2022               | Pekín (China)       | Medalla de oro    | Campo a través   |
| Campeonato Mundial |                     |                   |                  |
| Año                | Lugar               | Medalla           | Prueba           |
| 2021               | Idre Fjäll (Suecia) | Medalla de plata  | Campo a través   |
| 2025               | Engadina (Suiza)    | Medalla de bronce | Campo a través   |